# مشکین‌گربه دماغه
مشکین‌گربه دماغه (نام علمی: Genetta tigrina) نام یک گونه از سرده مشکین‌گربه است.